# Роза світу

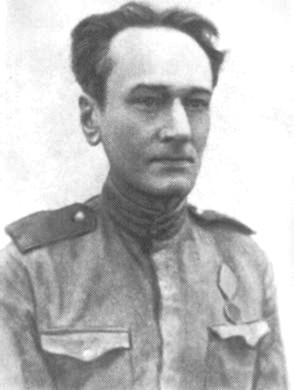
Андреєв Даниїл Леонідович

«Ро́за Сві́ту» (рос. «Ро́за Ми́ра») — найвідоміший твір російського містика і поета Д. Л. Андреєва. У книзі викладено його оригінальне релігійно-філософське вчення. Андреєв почав писати «Розу світу» у Володимирській тюрмі, закінчив книгу після звільнення, у жовтні 1958 року. «Роза Світу» складається з 12 книг.
Книга тривалий час поширювалася в «самвидаві», офіційно вперше була опублікована в 1991 році. Ставлення до книги неоднозначне. Для багатьох це один з найбільш фантастичних і несподіваних творів в російській філософії та літератури. Інші відносять послідовників викладеного в книзі вчення до сектантів.

## Зміст
«Роза Світу» — грандіозний трактат соціально-утопічного характеру про «потаємну» будову Всесвіту, про містичні основи історії цивілізації Землі, про прийдешні долі людства. Свої прозріння, пророцтва і прорікання А. пояснював як результат власного безпосереднього спілкування з духовними Істотами. Одночасно А. стверджував як провісників концепту «Рози Світу» О. С. Пушкіна, О. О. Блока та (особливо) М. Ю. Лермонтова, Ф. Д. Достоєвського і В. Соловйова, що володіли, на думку А., даром «споглядання космічних панорам і метаісторичних перспектив». Опис світів, що розташовуються поза межами людського сприйняття, — головний зміст філософського твору А. Відомий людині матеріальний світ, згідно з А., являє собою лише незначну частину глобальної сукупності багатовимірних населених світів. Взаємодія істот, що населяють ці світи, значною мірою обумовлює стан речей на Землі. Історія людства, за А., — є відображення метаісторії боротьби світлих і темних сил позамежних просторів. А. не поділяв трактування «метаісторії», сформульовану її автором, С. Булгаковим. За думки останнього, метаісторія є «ноуменальною стороною того універсального процесу, який однією зі своїх сторін відкривається для нас як історія». А. ж підкреслював, що поняття ноуменального і феноменального вироблені іншим ходом думки, іншими філософськими потребами: об'єкти ж метаісторичного досвіду можуть бути втиснуті в систему цієї термінології лише за способом Прокруста. На думку А., метаісторія може і повинна бути інтерпретована як та, що знаходиться поза увагою науки, поза її інтересів і її методології сукупність процесів, що протікають в тих сферах інобуття, які, занурені в інші потоки часу і в інші види простору, просвічують іноді крізь процес, що сприймається нами як історія.